# Alexandria (ort i Brasilien, Rio Grande do Norte, Alexandria)
Alexandria är en ort i Brasilien.   Den ligger i kommunen Alexandria och delstaten Rio Grande do Norte, i den östra delen av landet, 1 500 kilometer nordost om huvudstaden Brasília. Alexandria ligger 314 meter över havet och antalet invånare är 9 769.
Terrängen runt Alexandria är huvudsakligen platt, men västerut är den kuperad. Runt Alexandria är det ganska glesbefolkat, med 25 invånare per kvadratkilometer.. Det finns inga andra samhällen i närheten.
Omgivningarna runt Alexandria är huvudsakligen savann.